# إملشيل (إقليم الرشيدية)
 إملشيل (بالإنجليزية: IMILCHIL)‏ هي جماعة قروية تابعة لإقليم الرشيدية ضمن جهة مكناس تافيلالت بالمغرب.  بلغ مجموع عدد سكان  إملشيل  حسب إحصاءات 2004 حوالي 8222  نسمة  يعيشون في  1364 أسرة.

## إحصاء عام
| السنة | عدد السكان | عدد الأسر | عدد الأجانب |
| ----- | ---------- | --------- | ----------- |
| 1994  | 7253       | 1245      | °°°°        |
| 2004  | 8222       | 1364      | 0           |